# Herbstspinne
Die Herbstspinne (Metellina segmentata, Syn.: Meta segmentata), auch Echte Herbstspinne genannt, ist die in Mitteleuropa häufigste und am weitesten verbreitete Art der Gattung der Herbstspinnen (Metellina) innerhalb der Familie der Streckerspinnen.

## Beschreibung
Die Weibchen von M. segmentata erreichen eine Körperlänge von 6,5 bis 9 mm, die Männchen 6 bis 7,5 mm. Der Vorderkörper (Prosoma) ist gelblich bis hellbraun mit hervorstehendem Augenhügel und einer Y-förmigen, schwarzen Längszeichnung. Der länglich nach hinten oval zulaufende Hinterleib ist gelblich, grünlich oder rötlichbraun mit einer diffusen Blattzeichnung.
Im Gegensatz zur nahezu im gesamten Jahr adult auftretenden sehr ähnlichen Schwesterart Metellina mengei, kommt die Herbstspinne adult tatsächlich nur vom Spätsommer bis zum Herbst vor. Man kann die Männchen anhand der langen Beborstung des Tarsus und Metatarsus des ersten Beins (bei M. mengei) und die Weibchen anhand einer ventralen Dunkelfärbung vor der Epigyne (bei M. mengei) unterscheiden.

## Verbreitung und Lebensraum
Die Herbstspinne besiedelt nahezu alle offenen und halboffenen Habitate des Flachlandes der Paläarktis. Sie bewohnt vorwiegend die Krautschicht, aber auch die Strauchschicht an Waldrändern, Hecken oder in Gärten.

## Lebensweise
Die adulten Tiere sind besonders im Herbst (August bis Oktober) aktiv und treten dann sehr individuenreich auf. Sie bauen relativ kleine, schräg bis waagerecht aufgehängte Radnetze mit 20 bis 25 Speichen. Die Fäden in der Mitte werden nach Fertigstellung herausgebissen, so dass eine offene Nabe entsteht.
Oft warten mehrere wesentlich kleinere Männchen in der Nähe des Netzes des Weibchens, bis das Weibchen paarungswillig wird. Um nicht als Beute gesehen zu werden, balzt und kopuliert das Männchen nur, wenn das Weibchen mit Fressen beschäftigt ist. Dazu beißt das Männchen bereits als Vorrat eingesponnene Beute aus dem Netz des Weibchens und überreicht es demselben Weibchen als Brautgeschenk. Die Paarung dauert nur wenige Minuten. Die Eier überwintern im Kokon.
Die Weibchen fallen zuweilen Spinnen der Gattung Ero (Mimetidae) zum Opfer: Ero imitiert die männlichen Zupfsignale an den Balzfäden des Radnetzes von M. segmentata und lockt diese so aus dem Netz, wo sie von Ero erbeutet wird.

## Gefährdung
Die Art ist weit verbreitet und in geeigneten Habitaten häufig. Sie wird in Deutschland in der Roten Liste als „ungefährdet“ eingestuft.